# Owen Luder
Owen Luder, född 7 augusti 1928 i London, död 8 oktober 2021, var en brittisk arkitekt. Under 1960- och 1970-talen ritade han en rad kontroversiella brutalistiska betongbyggnader i Storbritannien. Han var också under en period ordförande i det brittiska arkitektförbundet, RIBA. Till hans mest kända verk hör shoppingcentret Tricorn Centre i Portsmouth, Derwent Tower i Gateshead och Trinity Square car park, också i Gateshead. Dessa har dock kommit att rivas.

## Arkitektur
Luders hus präglades av massiva skulpturala betongformer. Han förespråkade en renodlad betongbrutalism där betongen var det enda, outsmyckade, materialet i byggnaderna. Det fuktiga engelska klimatet visade sig illa lämpat för den typen av oskyddade betongkonstruktioner och vädret satte snabbt spår i byggnaderna.

## Kritik
Luders byggnader misslyckades med att vinna folklig popularitet och de har fått utstå hård kritik. Tricorn Centre har därför röstats fram som den tredje värsta byggnaden i Storbritannien. Samtidigt har rivningarna av byggnader fått utstå kritik och försvarats. Luder själv har motsatt sig alla rivningar. Några av hans byggnader har också fått en kulturhistorisk klassning som värdefulla, bland annat hans kontroversiella Eros House i Catford, i Lewisham i södra London.

## Byggnader

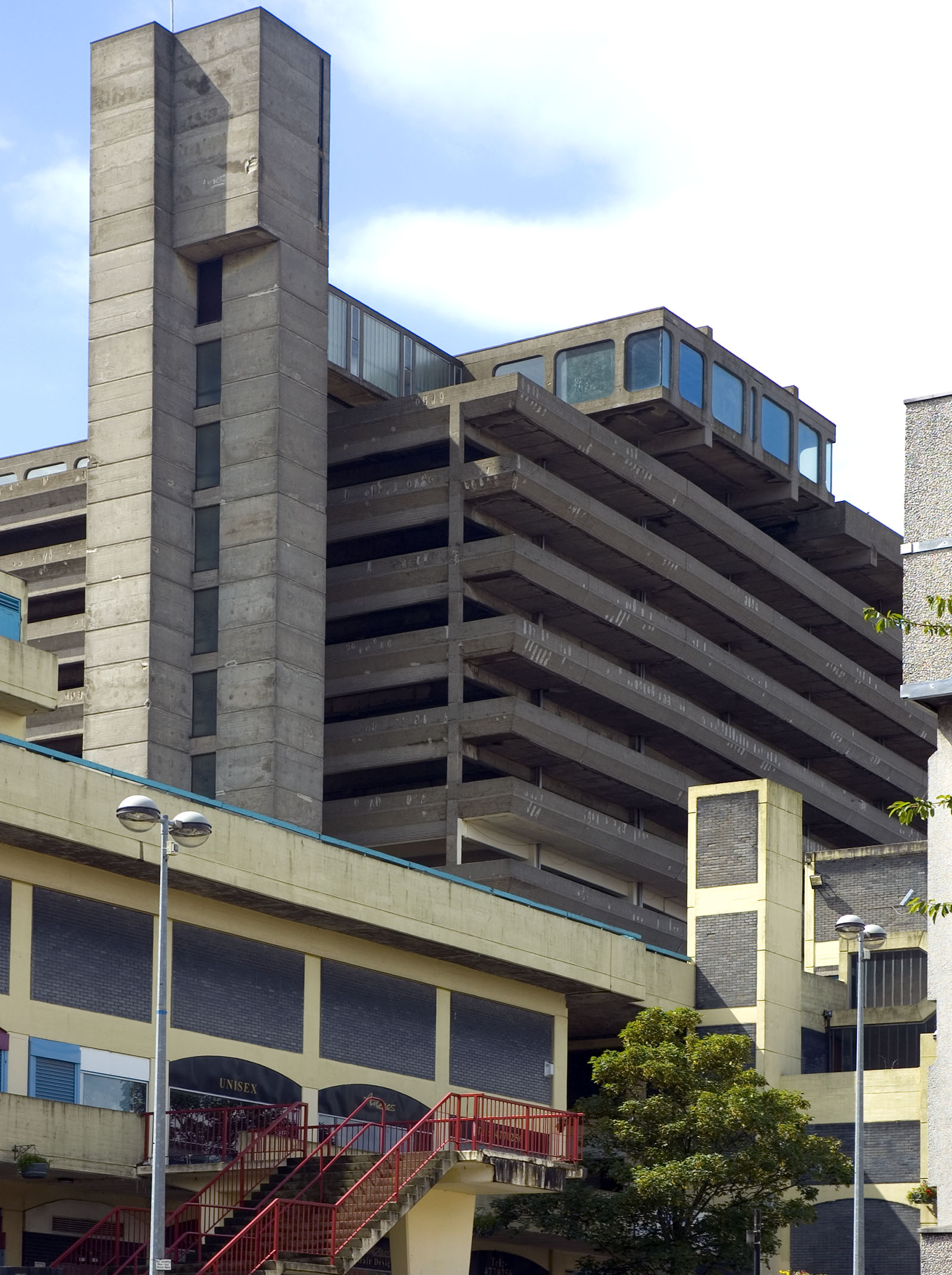
Trinity Square car park, Gateshead (rivet 2009)
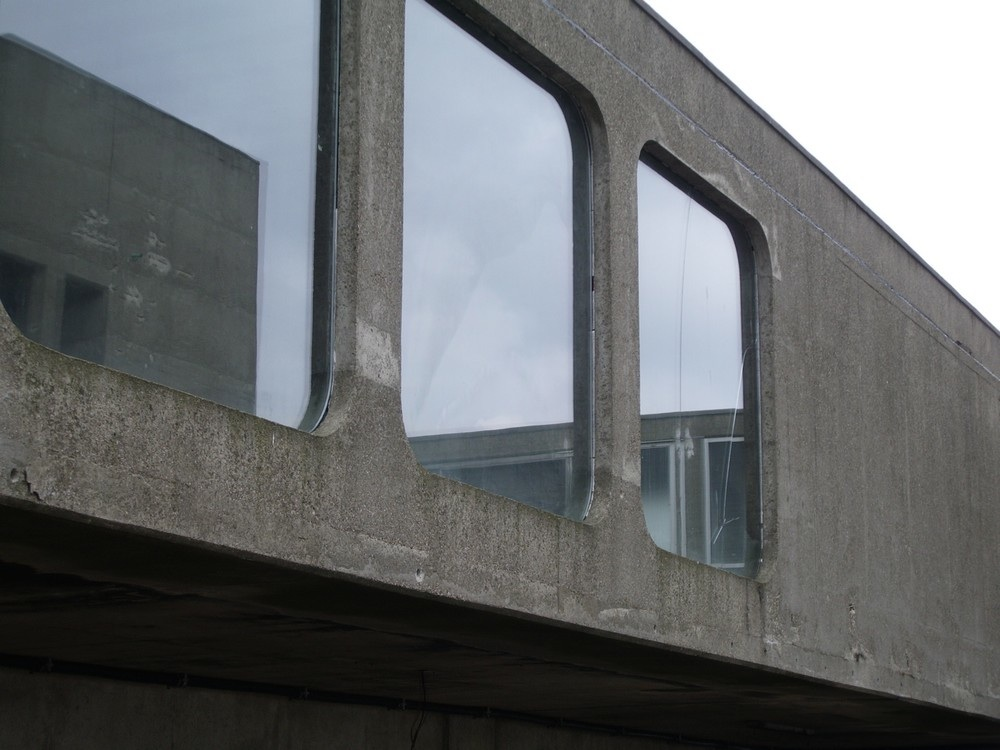
Trinity Square car park, detalj
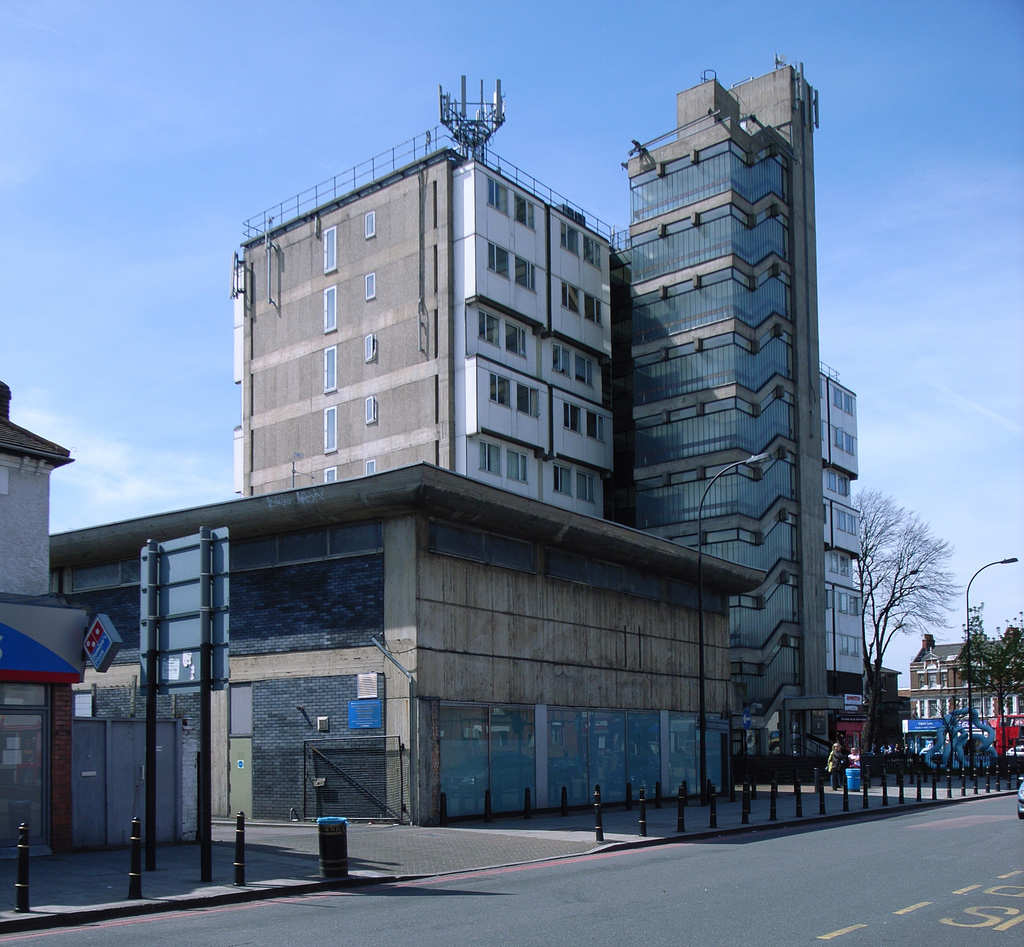
Eros House, London
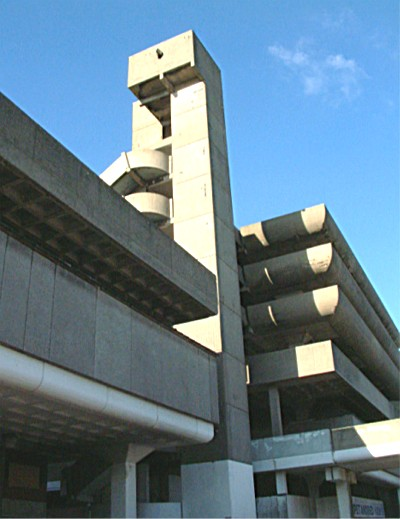
Tricorn Centre, Portsmouth (rivet 2004)